# Hélder Cabral
Hélder Cabral (Peniche, 7 de Maio de 1984) é um futebolista português, que joga habitualmente como defesa.
Atualmente representa o Lusitano de Évora.
Em Junho de 2008 assinou contrato de três anos pelo Vejle Boldklub, do campeonato dinamarquês de futebol. A experiência não se revelou positiva, tendo no início de 2009 rescindido o contrato amigavelmente com o clube e assinou pela Académica de Coimbra..
Durante a época de 2011/2012, Hélder Cabral distinguiu-se com exibições bem conseguidas ao serviço da Preta merecendo já, segundo alguns peritos, uma chamada à Seleção Portuguesa de Futebol.